# Reggenza di Sumba Occidentale
La reggenza di Sumba Occidentale (in indonesiano: Kabupaten Sumba Barat) è una reggenza dell'Indonesia, situata nella provincia di Nusa Tenggara Orientale.